# Westergo
?–1006
Entités suivantes :
- Comté de la Frise-Centrale

Le Westergo (en frison : Westergoa) est l'une des trois régions historiques formant la province de la Frise contemporaine (Pays-Bas), aux côtés de l'Oostergo et du Zevenwouden. À l'origine, il s'agit d'un gau ou pagus (-go) faisant partie de l'Empire carolingien. Au XVIIe siècle et XVIIIe siècle, le Westergo est une unité administrative de la Frise. Sa capitale est Bolsward.

## Histoire

### Haut Moyen Âge
Jusqu'en 1006, quand le comté de la Frise-Centrale (Graafschap Midden-Friesland) est établi, la Frise actuelle est subdivisée en trois grands pagi : le Westergo à l'ouest, l'Oostergo à l'est et le Zuidergo (annexé au Westergo au XIIIe siècle, voisin à l'ouest du Bornego, ayant lui-même disparu au XIVe siècle) au sud-ouest. Le Westergo est alors séparé de l'Oostergo par un grand bras de mer appelé la Middelzee. La côte du Westergo est située le long des villages actuels de Berltsum, Bitgum, Marsum, Boksum et Jellum. La ville de Bolsward est la capitale historique du Westergo.
La subdivision en pagi date de la fondation de l'Empire carolingien ; il n'est toutefois pas attesté que le Westergo est érigé en pagus par Charlemagne lui-même. Au XIe siècle, la région du Westergo est un comté : on retrouve des pièces de monnaie frappées à Bolsward de l'époque du comte Bruno II de Brunswijk, datant de cette époque.

### XIIIesiècle
Vers 1200, l'ancien territoire du Westergo est subdivisé en trois entités : Franeker, Wildinge et Wymbrits. Les territoires des deux premiers correspondent approximativement au Westergo historique. Wymbrits est un découpage du Zuidergo, disparu en grande partie au cours du XIIe siècle à la suite d'inondations, puis annexé au Westergo. Une partie de l'ancien Zuidergo passe dans la nouvelle région de Zevenwouden lors de la fondation de cette dernière au XVe siècle.

### XVIesiècle

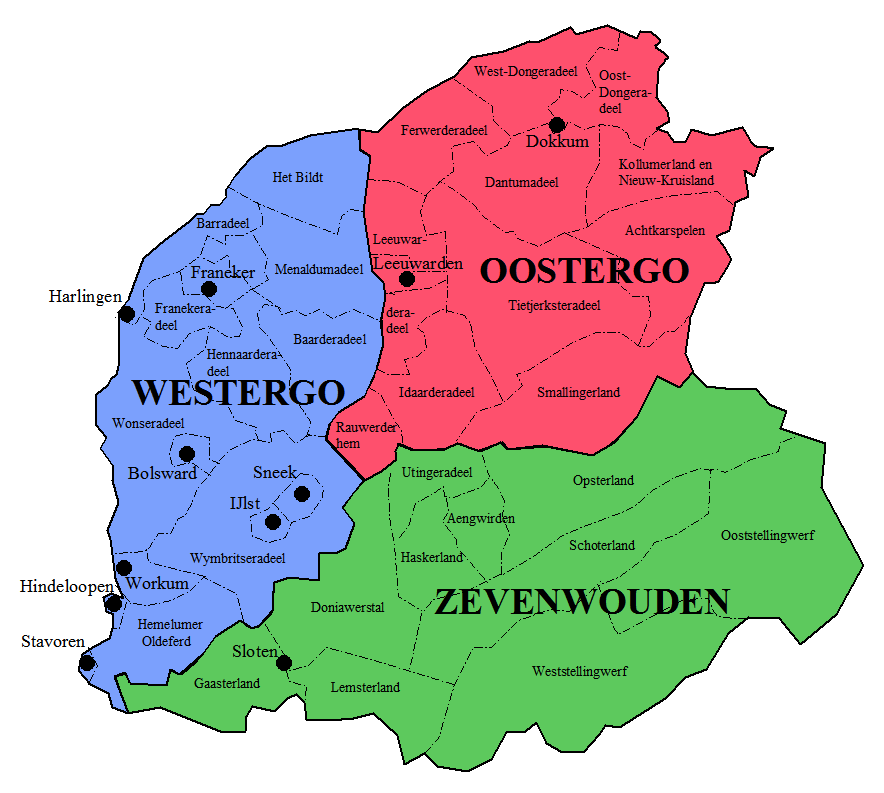
Les kwartieren de Frise (1579-1795).

Vers 1500, le Westergo est agrandi au nord par l'ajout de Het Bildt, gagnée sur la mer des Wadden et sur la Middelzee. En revanche, au sud, les régions de Gaasterland, Doniawerstal et Lemsterland sont perdues à la nouvelle région administrative de Zevenwouden.
Huit villes avaient émergé : Harlingen et Franeker au nord ; Bolsward, Workum et Hindeloopen dans l'ancienne partie de Wildinge ; puis Stavoren, Sneek et IJlst en Wymbrits, éclaté pour le reste en deux communes (Wymbritseradeel et Hemelumer Oldeferd).

## Source
- (nl) Cet article est partiellement ou en totalité issu de l’article de Wikipédia en néerlandais intitulé « Westergo » (voir la liste des auteurs).

- (nds-nl) Cet article est partiellement ou en totalité issu de l’article de Wikipédia en bas saxon des Pays-Bas intitulé « Westergo » (voir la liste des auteurs).